# Galop (taniec)

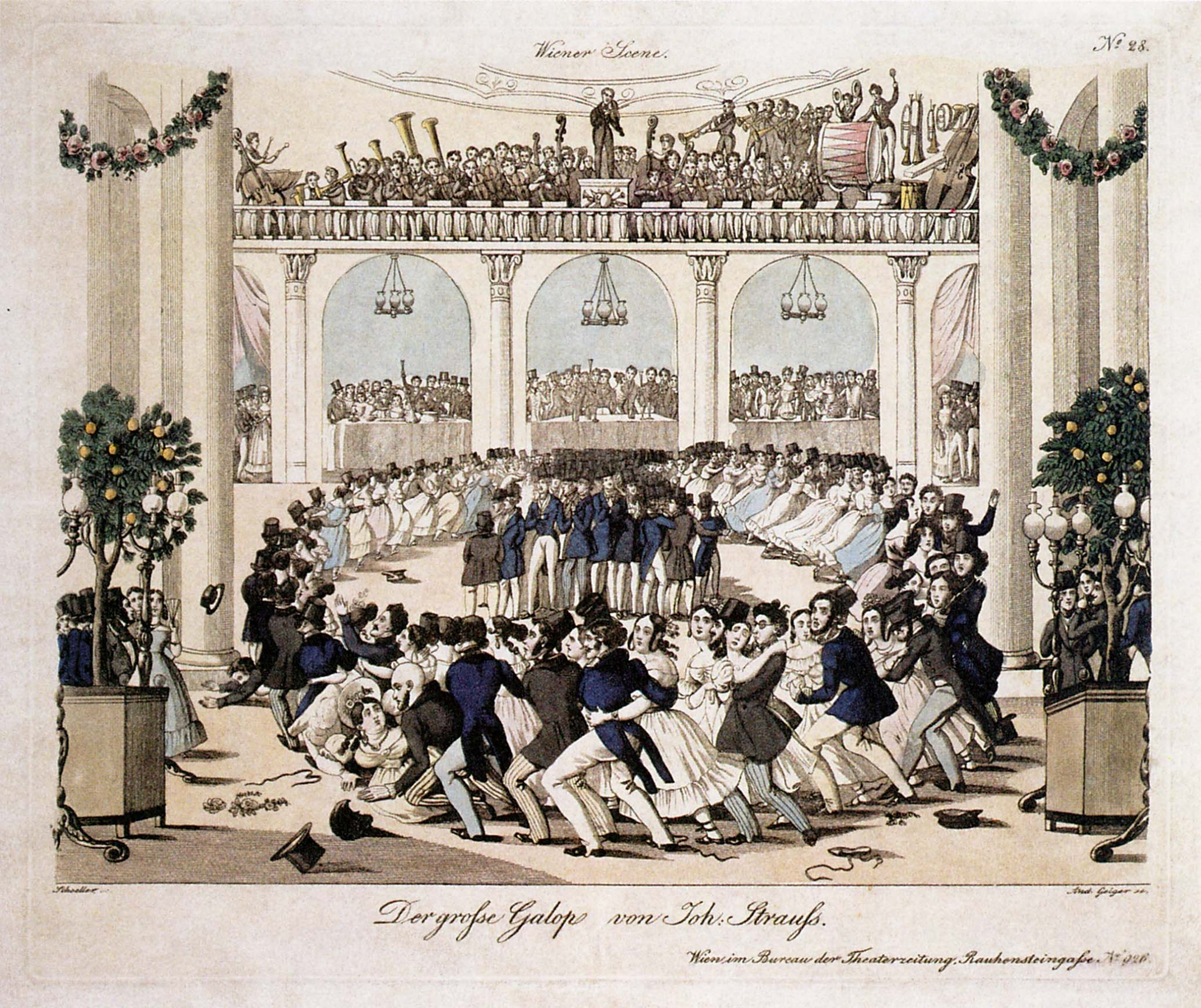
Johann Strauss (ojciec) – Galop

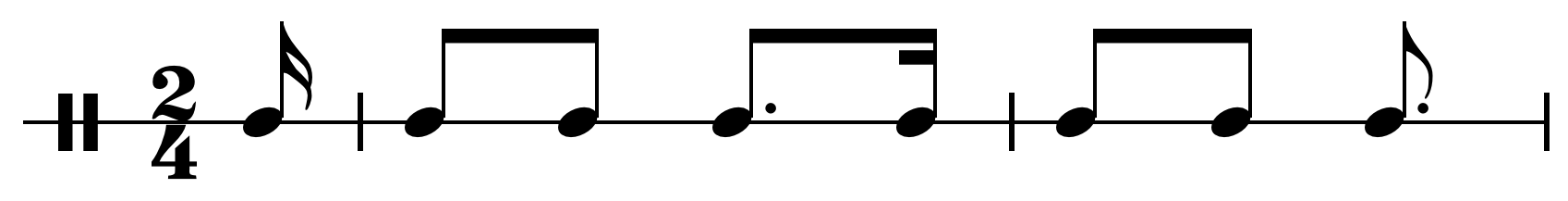
Galop – zapis nutowy

Galop – szybki taniec towarzyski w takcie parzystym 2/4, naśladujący cwał, rozpowszechniony w XIX wieku i tańczony zwykle na zakończenie balu. Komponowany był m.in. przez Straussów (zarówno Johann Strauss I oraz II komponowali galopy, ale również Eduard czy Johann Strauss III, którzy pozostawili po sobie utwory jak np. Frisch durch’s Leben op. 27 czy Pest-Ofener-Eissport op. 96), wszedł do operetki (parodia galopu w Orfeuszu w piekle Offenbacha), muzyki baletowej (Delibes), także w opracowaniach artystycznych (galop chromatyczny Liszta). Pochodzi z Francji.